# زابل یسایان
زابل یسایان (ارمنی: Զապէլ Եսայեան؛ زاده ۴ فوریه ۱۸۷۸ - ۱۹۴۳) استاد ادبیات، رمان‌نویس و مترجم ارمنی اهل امپراتوری عثمانی بود.

## زندگی
زابل یسایان با نامِ دوشیزگی زابل هُوْهانِسیان در شب جمعه ۴ فوریهٔ ۱۸۷۸ در "محله سیلیهدار"، شهر اسکودار در اوج جنگ روسیه و عثمانی به دنیا آمد. تحصیل اولیه را در مدرسه ابتدایی "سریر مقدس" انجام داد وی در سال ۱۸۹۵ به پاریس نقل مکان نمود جایی که وی "ادبیات و فلسفه" را در دانشگاه سوربن تحصیل نمود. با "الهام از جنبش رمانتیسم" و "احیای ادبیات سده نوزدهم ارمنی در گویش ارمنستان غربی" او شروع به نگارش به صورت نویسنده‌ای حرفه‌ای نمود.

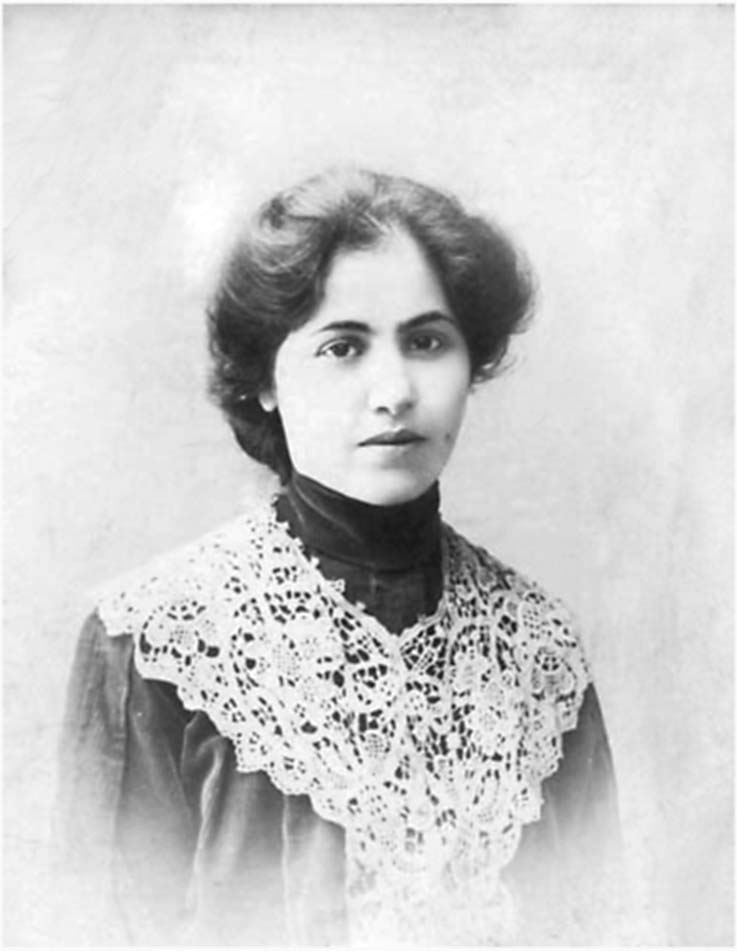

در سال ۱۸۹۵ نخستین شعر خویش را با نام "Night Song"در گاهنامه "تساقیک" (گل) آرشاگ چوبانیان به چاپ رسید. پس از "انقلاب ترک‌های جوان" در سال ۱۹۰۸، زابل یسایان به کنستانتینوپل بازگشت. در سال ۱۹۰۹ وی به کیلیکیه رفت و مجموعه مقالاتی در ارتباط با قتل‌عام آدانا به چاپ رسانید. همچنین سرنوشت غم انگیز ارامنه در کیلیکیه موضوع کتاب "در میان خرابه ها" (Among the Ruins کنستانتینوپل ۱۹۱۱)، رمان کوتاه "The Curse" (۱۹۱۱) و داستان‌های کوتاه "Safieh" (۱۹۱۱), و "The New Bride" (۱۹۱۱) وی شد.
یسایان تنها زن در فهرست هدفمند برای دستگیری و اخراج روشفنکران ارامنه توسط دولت ترکان جوان عثمانی در ۲۴ آوریل ۱۹۱۵ بود. او توانست از بازداشت طفره برود و به بلغارستان و پس از آن به قفقاز فرار کند جایی که وی با پناهجویان برای مستندسازی شواهد جنایت‌هایی که در حین نسل‌کشی ارمنی‌ها صورت گرفته بود همکاری نمود
او در سال ۱۹۱۸ در خاورمیانه برای جابجایی پناهندگان و یتیمان سازمانی بنیان نمود. رمان‌های کوتاه "آخرین فنجان" The Last Cup و "روح من در تبعید" (۱۹۱۹ My Soul in Exile) مربوط به این دوره می‌باشد جایی که معرض بسیاری از بی عدالتی‌ها را مشاهده نمود. وی عمیقاً از ارمنستان شوروی حمایت می‌نمود و در رمان "Retreating Forces" (۱۹۲۳) وی شرایط سیاسی و اجتماعی زمان خویش را در آن توصیف نمود.
در سال ۱۹۲۶ وی از ارمنستان شوروی دیدن نمود و مدت کوتاهی پس از آن در سال ۱۹۲۸ برداشت خویش از «پرومته در زنجیر» (Prometheus Unchained) را در مارسی منتشر نمود. در سال ۱۹۳۳ وی تصمیم گرفت که به همراه فرزندانش در ارمنستان شوروی ساکن شود. وی در دانشگاه دولتی ایروان زبان ارمنی و فرانسه تدریس می‌نمود و به نگارش ادامه دهد. رمان کوتاه «پیراهن آتش» (Shirt of Fire ایروان ۱۹۳۴) و کتاب خودزندگی‌نامه «باغ‌های سیلیهدار» (The Gardens of Silihdar ایروان ۱۹۳۵) مربوط به این دوره می‌باشد.

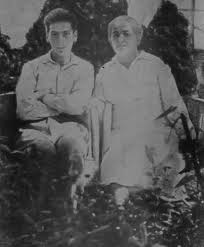
زابل یسایان و پسرش

در دوران پاکسازی بزرگ، در سال ۱۹۳۷ وی متهم به ملی گرایی و دستگیر شد. او در شرایط نامعلوم درگذشت. گمانه زنی‌هایی وجود دارد که او در احتمالاً در حدود سال ۱۹۴۳ در سیبری غرق شده و درگذشته‌است
«لارا آهارونیان» بنیانگذار «مرکز منابع زنان ارمنستان» و «تالین سوسیان» خبرنگار بخش ایروان روزنامه ارمنی-ترکی آگوس (Agos) فیلم مستندی درباره وی با عنوان «یافتن زابل یسایان» تهیه نموده‌اند که اولین بار در ۷ مارس ۲۰۰۹ به نمایش عمومی درآمد.

## یادبودها
در روز ۹ اکتبر ۲۰۲۲ مجسمه زابل یسایان در روستای پروشیان نصب شد.